# Babua Kalan
Babua Kalan là một census town ở quận Dhanbad ở bang Jharkhand, Ấn Độ.

## Cơ cấu dân số
Theo cuộc điều tra dân số năm 2001 tại Ấn Độ,India Babua Kalan có dân số 8829 người. Nam giới chiếm 55% và nữ giới chiếm 45% dân số. Babua Kalan có tỷ lệ biết chữ bình quân 50%, thấp hơn mức trung bình quốc gia 59,5%; với 66% nam giới và 34% nữ giới biết chữ. 17% dân số dưới 6 tuổi.